# Червоний томагавк (фільм)
«Червоний томагавк» (англ. «Red Tomahawk») — американський вестерн 1967 року режисера Р. Ґ. Спрінґстіна. У головних ролях — Говард Кіл та Джоан Колдфілд.

## Сюжет
Капітан Том Йорк їде до містечка Дедвуд попередити про можливий напад сіу. Його підозрюють у дезертирстві, аж допоки стрілець Еп Ваятт не впізнає у ньому спеціального агента армії. У місті заховані дві величезні гармати, які б стали дуже у пригоді. Та про місце їх знаходження має відомості лише Дакота Ліл. А вона нізащо не хоче ділитися цим знанням. Врешті решт Тому вдається переконати дівчину. Вона показує місце схову, та перш ніж гармати приведені до ладу, їх викрадає Елкінс, який має намір продати їх індіанцям…

## У ролях
- Говард Кіл — капітан Том Йорк
- Джоан Колдфілд — Дакота Ліл МакКой
- Бродерік Кроуфорд — Колумбус Сміт
- Скотт Бреді — Еп Ваятт
- Венделл Корі — Сай Елкінс
- Річард Арлен — телеграфіст
- Том Дрейк — Білл Кейн
- Трейсі Олсен — Сел
- Бен Купер — лейтенант Дрейк
- Дон «Червоний» Баррі — Блай